# Стрибки у воду на Чемпіонаті світу з водних видів спорту 2001
Змагання зі стрибків у воду на Чемпіонаті світу з водних видів спорту 2001 відбулися в Басейні префектури Фукуока (Японія).

## Таблиця медалей
| Місце               | Країна              | Золото | Срібло | Бронза | Загалом |
| ------------------- | ------------------- | ------ | ------ | ------ | ------- |
| 1                   | КНР (CHN)           | 8      | 4      | 1      | 13      |
| 2                   | Росія (RUS)         | 1      | 2      | 3      | 6       |
| 3                   | Канада (CAN)        | 1      | 1      | 0      | 2       |
| 4                   | Мексика (MEX)       | 0      | 2      | 0      | 2       |
| 5                   | Австралія (AUS)     | 0      | 1      | 2      | 3       |
| 6                   | Японія (JPN)        | 0      | 0      | 2      | 2       |
| 7                   | Німеччина (GER)     | 0      | 0      | 1      | 1       |
| 7                   | Україна (UKR)       | 0      | 0      | 1      | 1       |
| Загалом (8 збірних) | Загалом (8 збірних) | 10     | 10     | 10     | 30      |

## Медальний залік

### Чоловіки
| Дисципліна               | Золото                               | Срібло                                            | Бронза                                               |
| Трамплін, 1 м            | Ван Фен (CHN) 444.03                 | Ван Тяньлін (CHN) 433.14                          | Олександр Доброскок (RUS) 414.21                     |
| Трамплін, 3 м            | Дмитро Саутін (RUS) 725.82           | Ван Тяньлін (CHN) 717.27                          | Тераучі Кен (JPN) 712.38                             |
| Вишка, 10 м              | Тянь Лян (CHN) 688.77                | Александр Деспаті (CAN) 670.95                    | Метью Гелм (AUS) 670.23                              |
|                          |                                      |                                                   |                                                      |
| синхронний трамплін, 3 м | Пен Бо (CHN) Ван Кенань (CHN) 342.63 | Хоель Родрігес (MEX) Фернандо Платас (MEX) 338.49 | Олександр Доброскок (RUS) Дмитро Саутін (RUS) 335.19 |
| Синхронна вишка, 10 м    | Тянь Лян (CHN) Ху Цзя (CHN) 361.41   | Едуардо Руеда (MEX) Фернандо Платас (MEX) 336.63  | Роман Володьков (UKR) Антон Захаров (UKR) 336.06     |

### Жінки
| Дисципліна               | Золото                                  | Срібло                                                    | Бронза                                         |
| Трамплін, 1 м            | Блайт Гартлі (CAN) 300.81               | У Мінься (CHN) 297.57                                     | Чжан Цзін (CHN) 294.15                         |
| Трамплін, 3 м            | Го Цзінцзін (CHN) 596.67                | Ірина Лашко (AUS) 552.39                                  | Юлія Пахаліна (RUS) 543.54                     |
| Вишка, 10 м              | Сюй Мянь (CHN) 532.65                   | Дуань Цин (CHN) 522.54                                    | Лауді Туркі (AUS) 511.50                       |
|                          |                                         |                                                           |                                                |
| синхронний трамплін, 3 м | У Мінься (CHN) Го Цзінцзін (CHN) 347.31 | Юлія Пахаліна (RUS) Віра Ільїна (RUS) 320.61              | Дітте Котцян (GER) Конні Шмальфус (GER) 303.03 |
| Синхронна вишка, 10 м    | Дуань Цин (CHN) Sang Xue (CHN) 329.94   | Євгенія Ольшевська (RUS) Світлана Тимошиніна (RUS) 306.90 | Такірі Міядзакі (JPN) Емі Оцукі (JPN) 297.00   |